# Інтервенція ПАР у Лесото (1998)
Операція «Болеас»' (англ. Operation Boleas) — збройна операція сил Співтовариства розвитку Півдня Африки (САДК) зі встановлення миру в Лесото.

## Передісторія
За підсумками виборів у березні 1998 року правляча в Лесото партія Конгрес за демократію виграла 79 з 80 місць в парламенті країни. Багато людей в Лесото вважали, що вибори сфальсифіковані і почали брати участь в акціях протесту проти чинного режиму. Протестувальники блокували будівлі парламенту і Центрального банку. В армії спалахнув заколот на початку вересня 1998 року — молодші офіцери збунтувалися і захопили старших посадових осіб як заручників. В результаті командувач збройними силами країни генерал-лейтенант Makhula Mosakeng звільнив 26 старших офіцерів армії, а потім сам подав у відставку. У зв'язку з невизначеною політичною ситуацією в країні і тим, що армія втратила командирів верхньої ланки, солдати не наважувалися відкривати вогонь по демонстрантах. Тим самим, уряд Лесото виявилося не здатен надати серйозний опір мітингувальникам: армія вийшла з-під контролю, тільки поліція продовжувала вести бої на вулицях захищаючи діючий режим.

## Провал мирних переговорів
Три країни зі спільноти розвитку Півдня Африки (ПАР, Ботсвана і Зімбабве) спонсорували мирні переговори між правлячою партією і представниками опозиційних сил. Однак, посилаючись на «міркування безпеки», партія прем'єр-міністра вирішила не брати участь в переговорах. Провал переговорів призвів до продовження заворушень і поставив країну на межу громадянської війни. Прем'єр-міністр і глава уряду Королівства Лесото в письмовій формі просили глав держав Ботсвани, Мозамбіка, ПАР і Зімбабве здійснити військове втручання для відновлення нормального життя в країні.

## Хід вторгнення САДК
В 5:00 ранку 11 вересня 1998 року війська ПАР перетнули державний кордон з Лесото, щоб допомогти чинному уряду утримати владу в державі. Декларовані цілі «операції Болеас»: відновлення стабільності в Лесото і припинення насильства.
Друга фаза по розгрому опозиційних сил почалася 20 вересня 1998 року, крім військ ПАР в боях взяли участь також військовослужбовці з Ботсвани і Зімбабве. Основними завданнями військ САДК були: охорона військових баз, взяття під контроль радіомовних станцій і захист посольств. Королівський палац, аеропорти, урядові будівлі і об'єкти водопостачання також були взяті під контроль союзниками.

## Підсумок
Після того як опозиційні сили були повністю розгромлені, війська САДК покинули Лесото. Ключову роль у перемозі зіграли збройні сили Південно-Африканської Республіки, саме ця країна направила в Лесото найбільшу кількість армійських з'єднань.